# Gabinete Ribot IV
O Gabinete Ribot IV foi o ministério formado por Alexandre Ribot em 09 de junho de 1914 e dissolvido em 12 de junho do mesmo ano. Foi o 57º gabinete da Terceira República Francesa, sendo antecedido pelo Gabinete Doumergue I e sucedido pelo Gabinete Viviani I.

## Contexto
Em meio a uma crise política, o novo gabinete Ribot foi um dos mais curtos da história francesa, sendo um ministério de tom moderado, mas com a participação de vários radicais importantes, incluindo Léon Bourgeois. Sua recepção na Assembleia Nacional Francesa foi muito violenta, uma vez que estava em minoria, e o governo foi derrubado pela esquerda poucos dias depois de ser apresentado.
Em 13 de junho de 1914, o Presidente da República, Raymond Poincaré, nomeou René Viviani como o novo Presidente do Conselho de Ministros.

## Composição
- Presidente da República: Raymond Poincaré
- Presidente do Conselho de Ministros: Alexandre Ribot
- Ministro dos Estrangeiros: Léon Bourgeois
- Ministro da Justiça: Alexandre Ribot
- Ministro do Interior: Paul Peytral
- Ministro da Guerra: Théophile Delcassé
- Ministro das Finanças: Étienne Clémentel
- Ministro da Marinha: Émile Chautemps
- Ministro da Instrução Pública e Belas Artes: Arthur Dessoye
- Ministro das Obras Públicas: Jean Dupuy
- Ministro da Agricultura: Adrien Dariac
- Ministro do Comércio, Indústria, Correios e Telégrafos: Marc Réville
- Ministro das Colônias: Maurice Maunoury
- Ministro do Trabalho e Previdência Social: Jean-Baptiste Abel